# Mikael Gustafsson

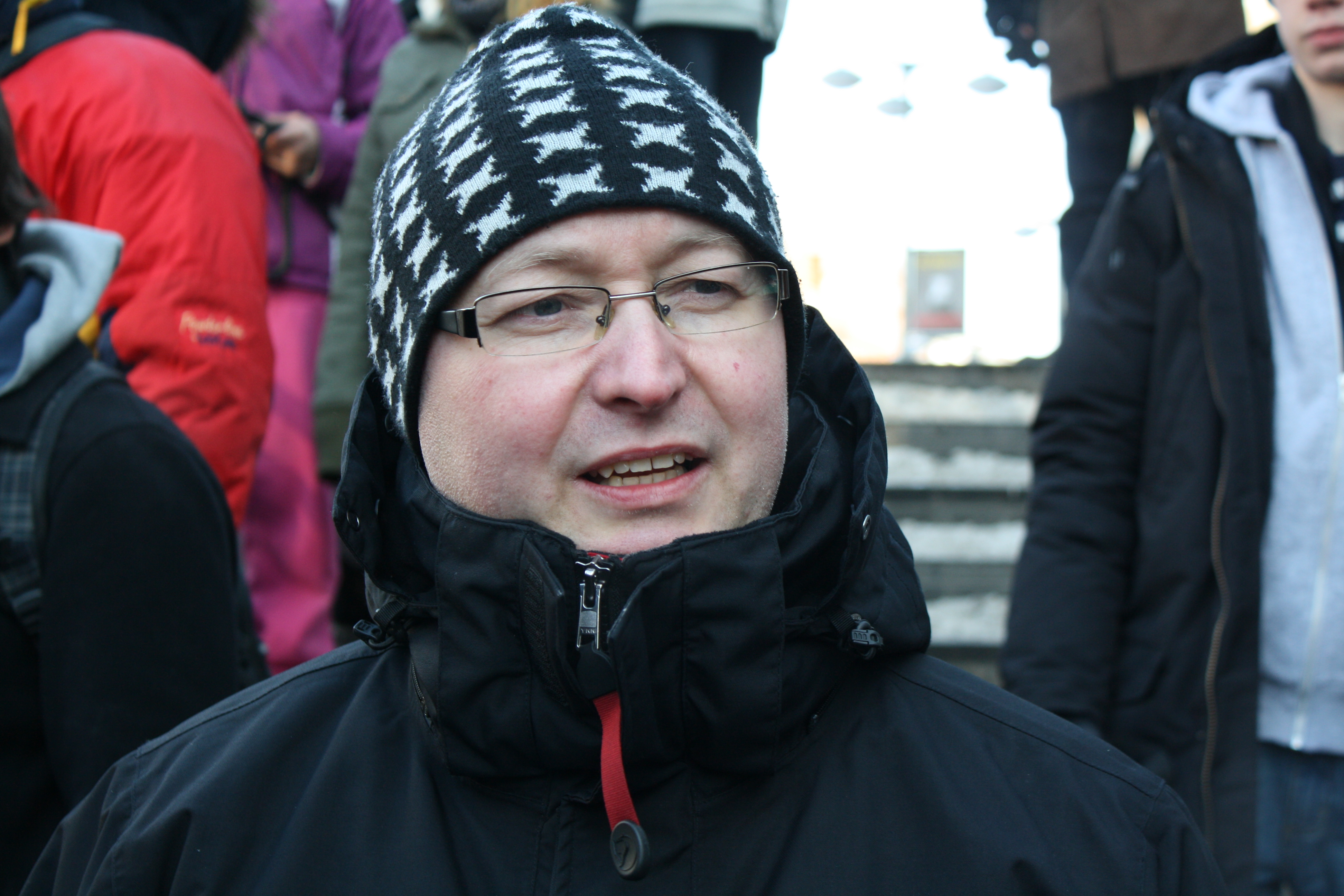
Mikael Gustafsson

Mikael Gustafsson (* 6. März 1966 in Dragsfjärd auf Kimitoön, Finnland) ist ein schwedischer Politiker (Vänsterpartiet).
Nach dem Ablegen einer weiterführenden Ausbildung im Fach Sozialplanung und Raumplanung mit Ausrichtung auf technische Planung und Umweltschutz an der Universität Stockholm arbeitete Gustafsson als Kinderpfleger im Vorschulbereich in Stockholm und war Ausbildungssachbearbeiter der Studentenvereinigung der Pädagogischen Hochschule Stockholm. Bei der Vänsterpartiet war er zunächst Sekretär für Kommunal- und Provinzialpolitik, später finanzpolitischer Sachverständiger, stellvertretender Kanzleichef und verkehrspolitischer Sachverständiger der Reichstagsfraktion. Er arbeitete auch als Standesbeamter für Trauungen und Partnerschaften.
Gustafsson gehört seit 2004 dem Programmausschuss der Vänsterpartiet an und ist seit 2008 deren Vorsitzender. Von 1998 bis 2008 war er Mitglied des Gemeinderates von Tyresö, 2010 wurde er stellvertretendes Mitglied des Gemeinderates von Nynäshamn. Am 22. September 2011 rückte er für Eva-Britt Svensson in das Europäische Parlament nach und wurde dort nur wenig später Vorsitzender des Gleichstellungsausschusses.
Gustafsson ist ebenfalls stellvertretender Vorsitzender seiner Fraktion der Konföderale Fraktion der Vereinigten Europäischen Linken/Nordische Grüne Linke.
Mitglied ist er in der Konferenz der Ausschussvorsitze und im Entwicklungsausschuss.
Stellvertreter ist Gustafsson in der Delegation für die Beziehungen zum Palästinensischen Legislativrat und in der Delegation für die Beziehungen zum Panafrikanischen Parlament.